# Moll Flanders

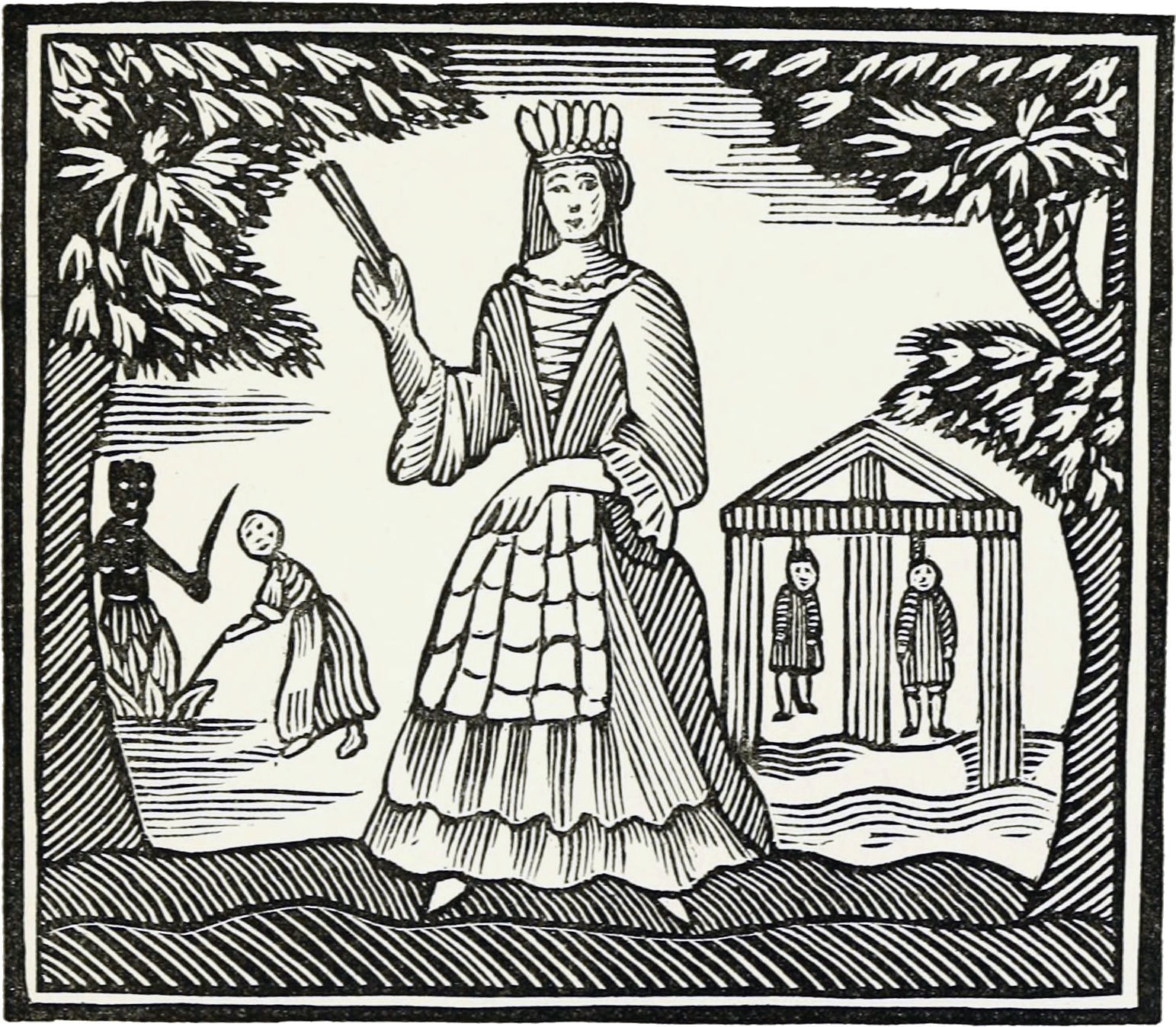
Moll Flanders

Fortunas y adversidades de la famosa Moll Flanders (en inglés, The Fortunes and Misfortunes of the Famous Moll Flanders, más conocida simplemente como Moll Flanders) es una novela publicada en 1722 por Daniel Defoe.
Defoe escribió esta obra después de trabajar como periodista, y siendo ya un escritor reconocido gracias a la publicación, en 1719, de la novela Robinson Crusoe. Aunque sus implicaciones en política estaban disminuyendo ya en esta época, sus visiones como liberal o whig son, sin embargo, evidentes en la historia de Moll Flanders.

## Argumento
La madre de Moll es una convicta en la prisión de Newgate, a la cual se le concede un permiso en atención a su embarazo. Nada más nacer, Moll es criada por una madre de acogida y su madre es deportada a América, donde posteriormente se reencuentran. Después entra a trabajar como criada para una familia, y es cortejada por los dos hijos. Uno de ellos, el mayor, la seduce, pero le convence para que se case con el menor. Cuando este muere, Moll deja a sus hijos en compañía de los suegros, y comienza a hacerse pasar por una viuda rica, esperando lograr así un marido que la proteja y le dé seguridad.
Sus éxitos son escasos: el primer marido que logra de esta forma sufre una bancarrota y huye, dejándola abandonada; el segundo y con el cual se marcha a vivir a América, resulta ser hijo de la madre biológica de Moll, es decir su hermano, por lo que ella disuelve el matrimonio y vuelve a Inglaterra dejando a sus hijos en América al cuidado de su marido. En Bath inicia una relación con un hombre cuya mujer está encerrada debido a una enfermedad mental. La relación con este personaje es platónica al principio, pero luego pasan a vivir como marido y mujer, y tienen un hijo; un repentino accidente hará que el hombre se arrepienta y decida volver al lado de su verdadera mujer, abandonando nuevamente a Moll.
El siguiente pretendiente de Moll es un banquero casado con una esposa adúltera. Mientras espera a que este se divorcie de su mujer, Moll sigue aparentando ser rica, para intentar atraer a otro marido con posibilidades aunque le recomiendan irse al norte de Inglaterra por razones económicas. Cuando conoce a un grupo de católicos, éstos intentan convertirla, y uno de ellos, supuestamente rico, accede a casarse con ella. Cuando Moll confiesa que en realidad no tiene dinero, él igualmente admite que la ha engañado, y que tampoco lo tiene. Moll finalmente se casa con el banquero ya que este consigue el divorcio, Moll se ve por fin casada con un hombre rico. Cuando vuelve a quedarse viuda y sus posibilidades debido a su edad de encontrar otro marido son casi nulas, comienza una carrera como ladrona, empleando para ello su ingenio, encanto y feminidad, así como su falta de escrúpulos. A causa de sus fechorías, Moll es apresada y enviada a la cárcel de Newgate (como su madre, y como el propio Daniel Defoe). En prisión se reencuentra con su marido Jemy, también condenado por robo, y juntos son deportados a América para escapar de la pena de muerte. Allí se entera de que su madre, ya fallecida, le ha dejado en herencia una plantación. Se reúne con su hijo, y logra hacerse con una granja que le proporcionará abundantes ganancias. Arrepentida por sus múltiples pecados, Moll regresa finalmente a Inglaterra junto a Jemy para vivir "en sincera penitencia por las vidas de pecado que hemos vivido".

## Significados y recepción crítica
Moll Flanders ha sido considerada una novela picaresca de una "moralidad" teatral, y ciertamente tiene rasgos de ambos géneros. Considerada como novela picaresca, Moll es un personaje de clase baja que se mueve por distintas clases sociales intentando salir adelante con su ingenio. Considerada como "moralidad", podría entenderse de dos formas distintas: podría entenderse que se trata de una tragedia, ya que Moll sufre todos sus males por un único defecto (querer ser rica sin poder serlo) que la lleva a cometer adulterio, prostitución, abandono infantil, incesto y robo; por otro lado, también podría leerse como la historia de los crímenes de una mujer sin fe, con una voluntad pecaminosa, a la que la prosperidad solo le llega cuando acepta la confesión y la sumisión a los designios divinos. De esta forma, la novela presentaría las visiones sociales de las ideologías liberal y conservadora de la época.
Defoe era de hecho un puritano reconocido: creía en el trabajo, la devoción y la providencia de la gracia divina. Existe por ello un cierto debate acerca de si pretendía que Moll fuera un personaje simpático al lector. la novela, que dedica muchas páginas a narrar los pecados y crímenes de Moll, dedica en cambio muy pocas a su arrepentimiento, lo que plantea dudas sobre su sinceridad. Es por tanto un personaje ambivalente, del mismo modo que la obra: mientras que algunos la consideran ejemplarizante, otros en cambio creen que Defoe se valió de su contenido escandaloso como forma de lograr más lectores y, por tanto, mayores ingresos económicos. La novela combina en todo caso el interés de Defoe por la narración de una conversión o arrepentimiento, con su atracción hacia el crimen. Moll Flanders fue en su época una novela muy popular, y la fama de Defoe aumentó gracias a ella. Aunque ya había escrito historias sobre criminales antes, tras Moll Flanders publicó una obra dedicada a la vida de Jack Sheppard, allanador de moradas, en 1724, y otra al criminal Jonathan Wild en 1725. También en 1724, Defoe volvió a tomar como tema una mujer pecaminosa en Roxana.
Desde el punto de vista de los historiadores, Moll Flanders ofrece valiosa información acerca de la vida, los hábitos y los castigos en el mundo de la delincuencia del siglo XVIII. Contiene además una de las pocas descripciones detalladas de la vida en el barrio londinense de The Mint, así como de la Prisión de Newgate. Refleja además la visión de los Estados Unidos de América a comienzos del siglo XVIII, lo que la convierte, en cierto modo, en propaganda pro-inmigración, ya que refleja una visión de una América pacífica, tolerante y llena de oportunidades.